# Bormla
Bormla distinguée du titre de Città Cospicua, est une localité de Malte d'environ 5 500 habitants, située sur Malte, à l'est du Grand Harbour face à la capitale La Valette. Cette localité est le lieu d'un conseil local (Kunsilli Lokali) compris dans la région (Reġjun) Nofsinhar. Avec les deux autres villes, Il-Birgu et L-Isla, elles constituent les Trois Cités.

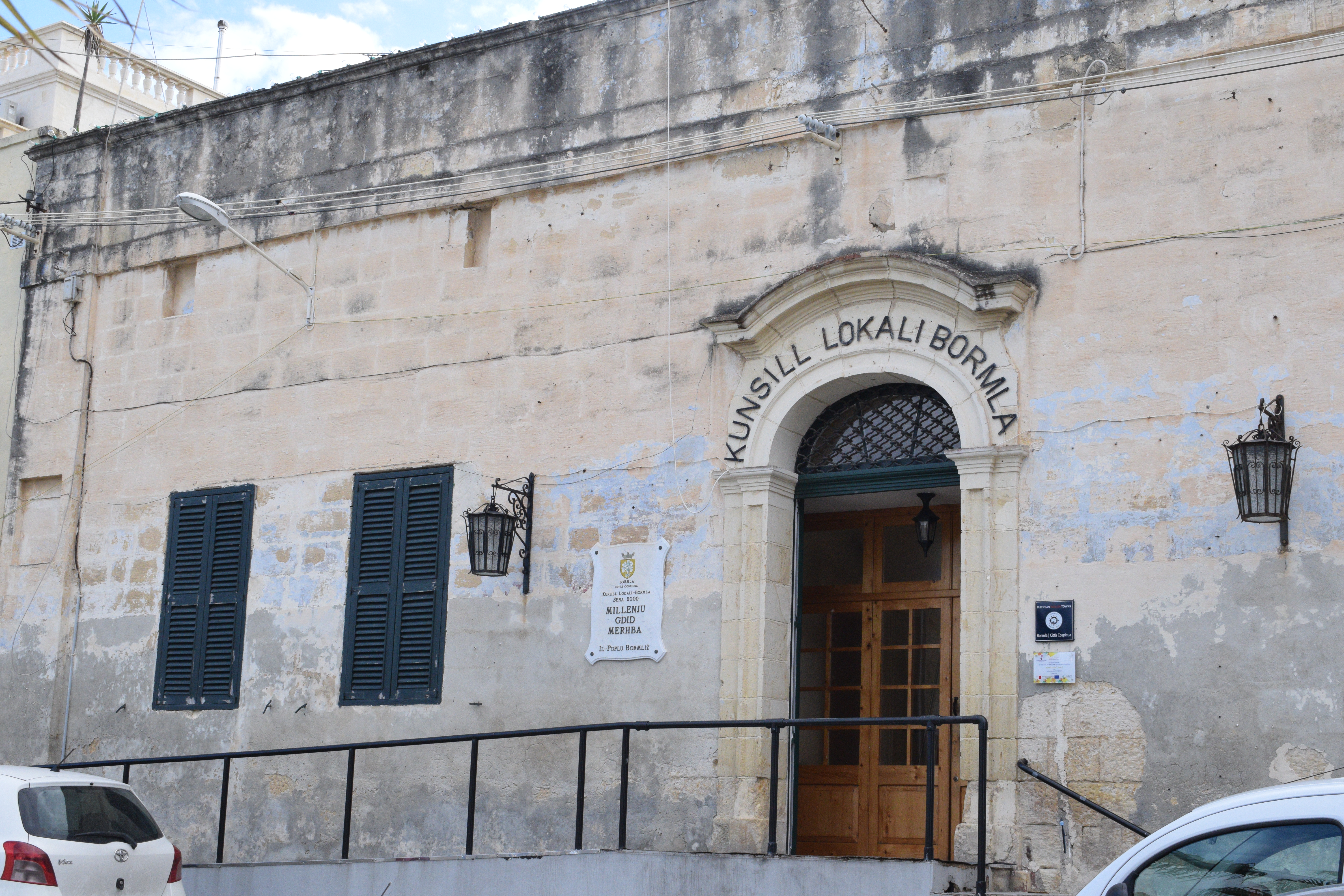
Hôtel de Ville de Bormla

## Origine
Le site est habité dès l'époque mégalithique, trois structures mégalithiques ont été trouvées avec de nombreux tessons, outils et silex. De l'époque des débuts de la chrétienté ou de l'époque byzantine existent des grottes creusées dans la falaise. Une chapelle troglodyte a été redécouverte en déblayant les gravas de la Seconde Guerre mondiale.

### Toponymie
Bormla, le puits du Créateur, peut être à cause des églises troglodytes des premiers temps chrétiens, et viendrait du maltais bir le puits et mula la notion de seigneur, seigneurie.

## Paroisse
La fête de la ville est le 8 décembre en l'honneur de l'Immaculée-Conception.

### Église

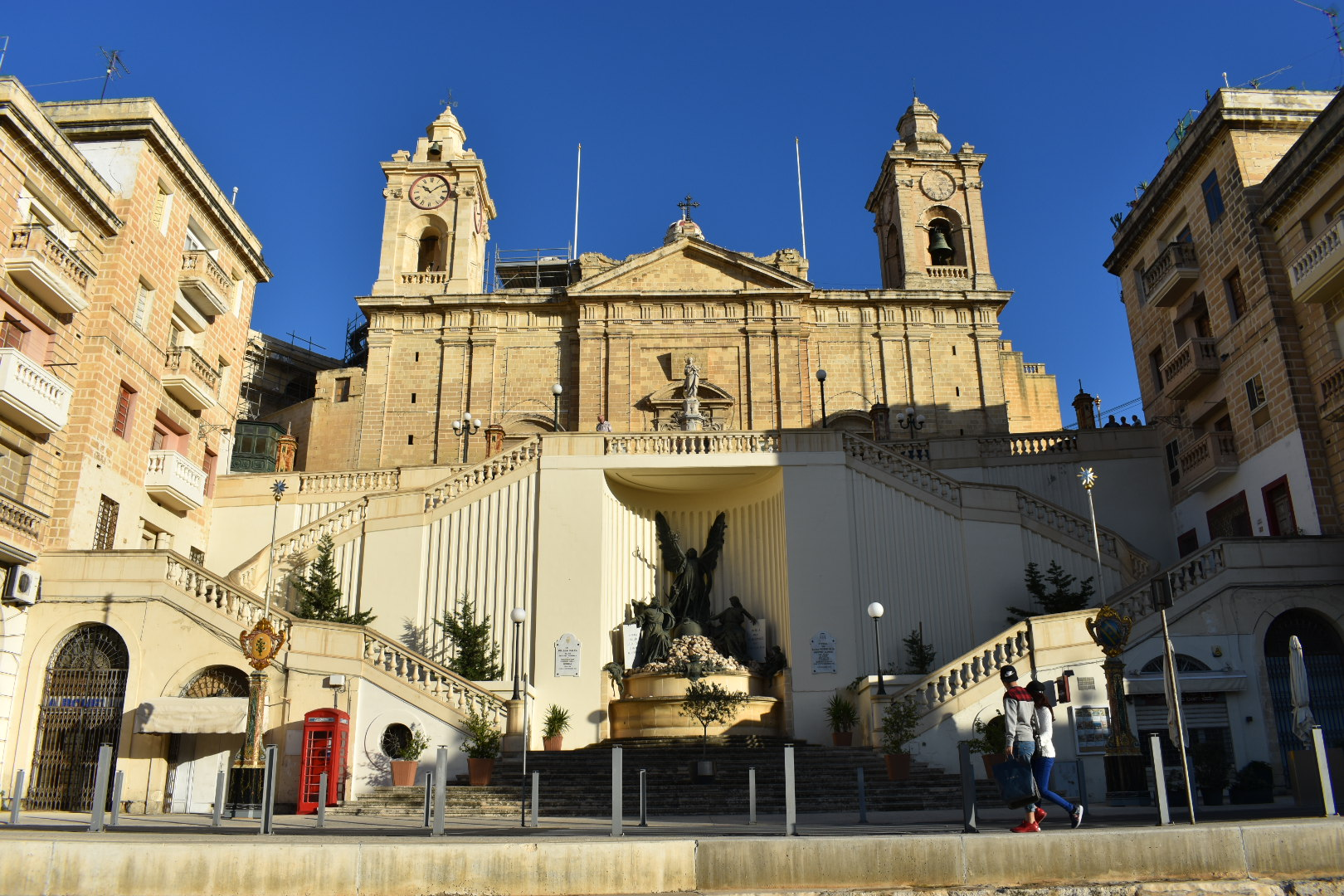
Eglise de l'Immaculé Conception
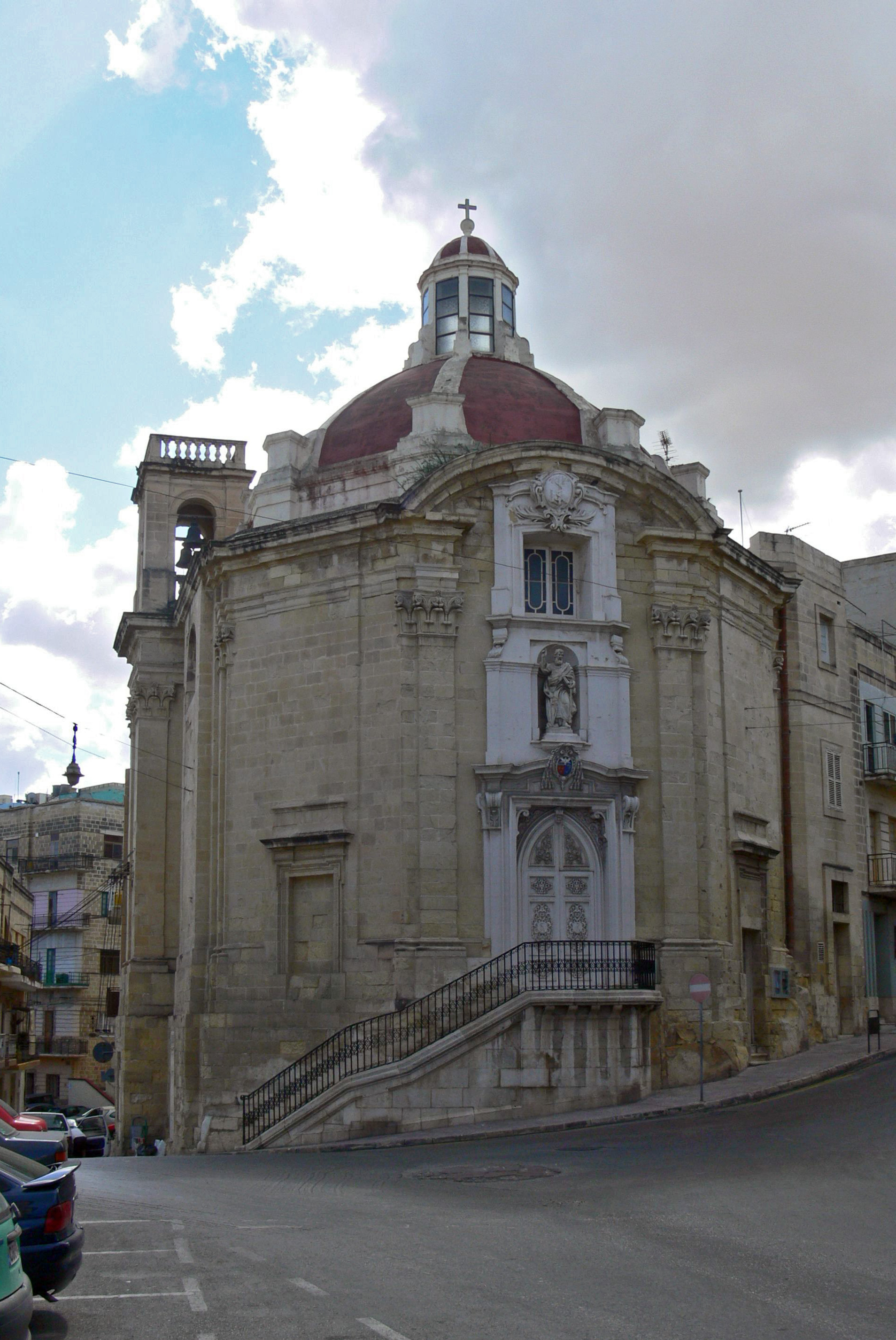
Eglise Saint-Paul
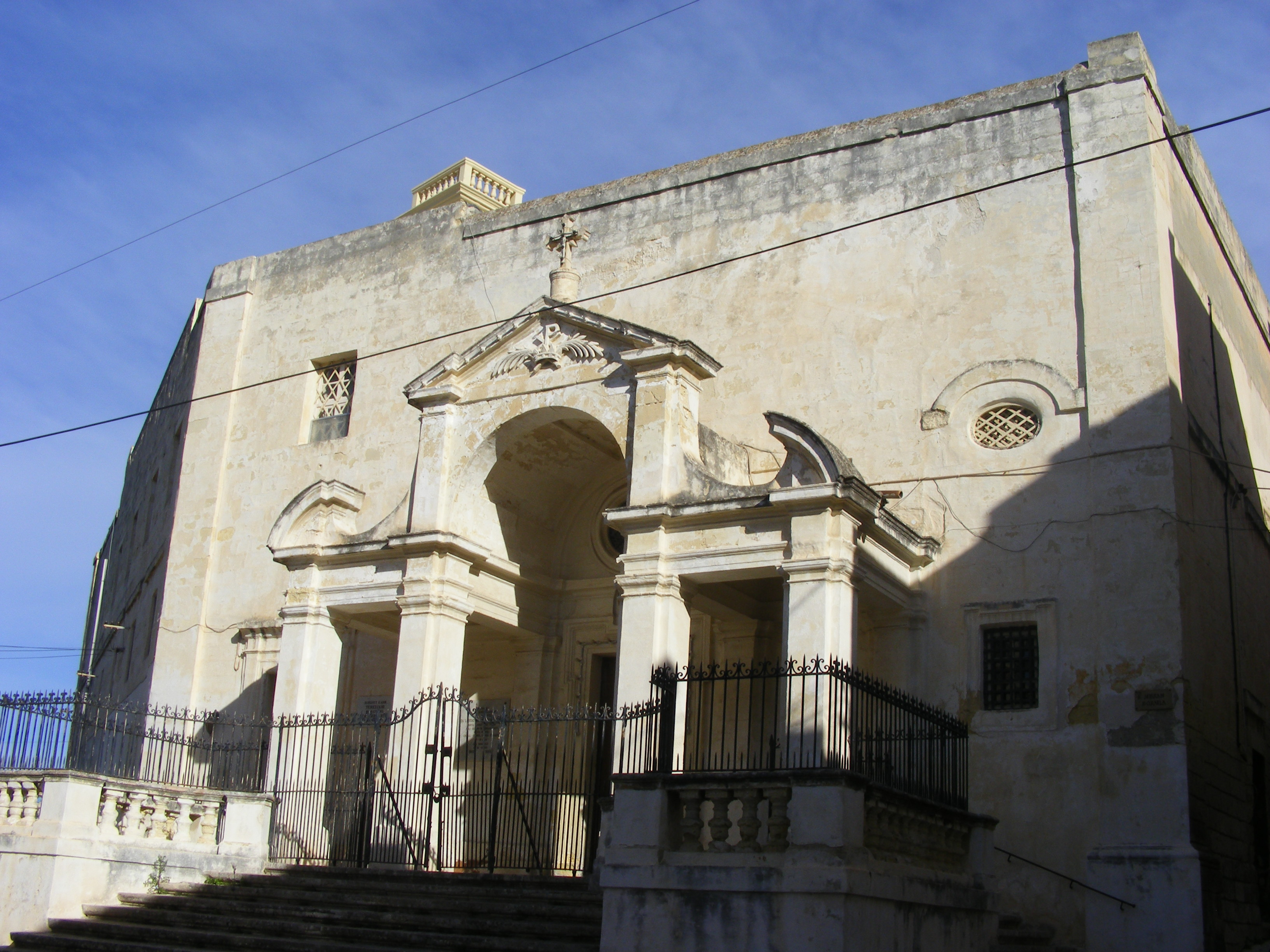
Monastère Sainte-Marguerite

## Histoire

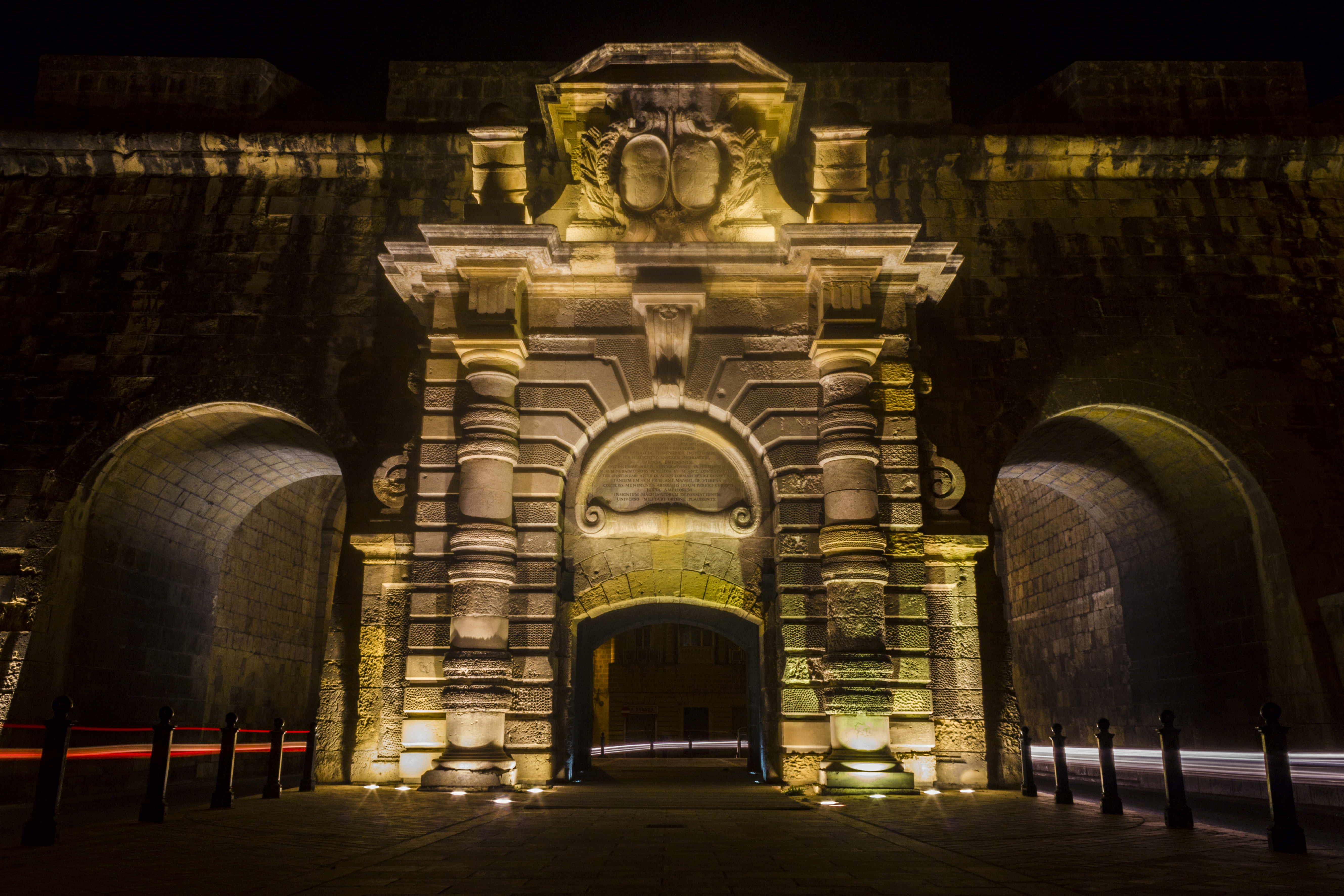
Porte Sainte-Hélène (Saint Helen's Gate)

C'est le grand maître de l'ordre de Saint-Jean de Jérusalem Marc'Antonio Zondadari qui en a fait une ville en 1722 et la qualifie de Città Cospicua.
En 1776, l'ordre de Saint-Jean de Jérusalem entame la construction de docks. Cette construction marquera un tournant dans l'histoire de la ville, elle devient dès lors célèbre pour ses docks, qui jouèrent un rôle vital dans le développement de la ville.

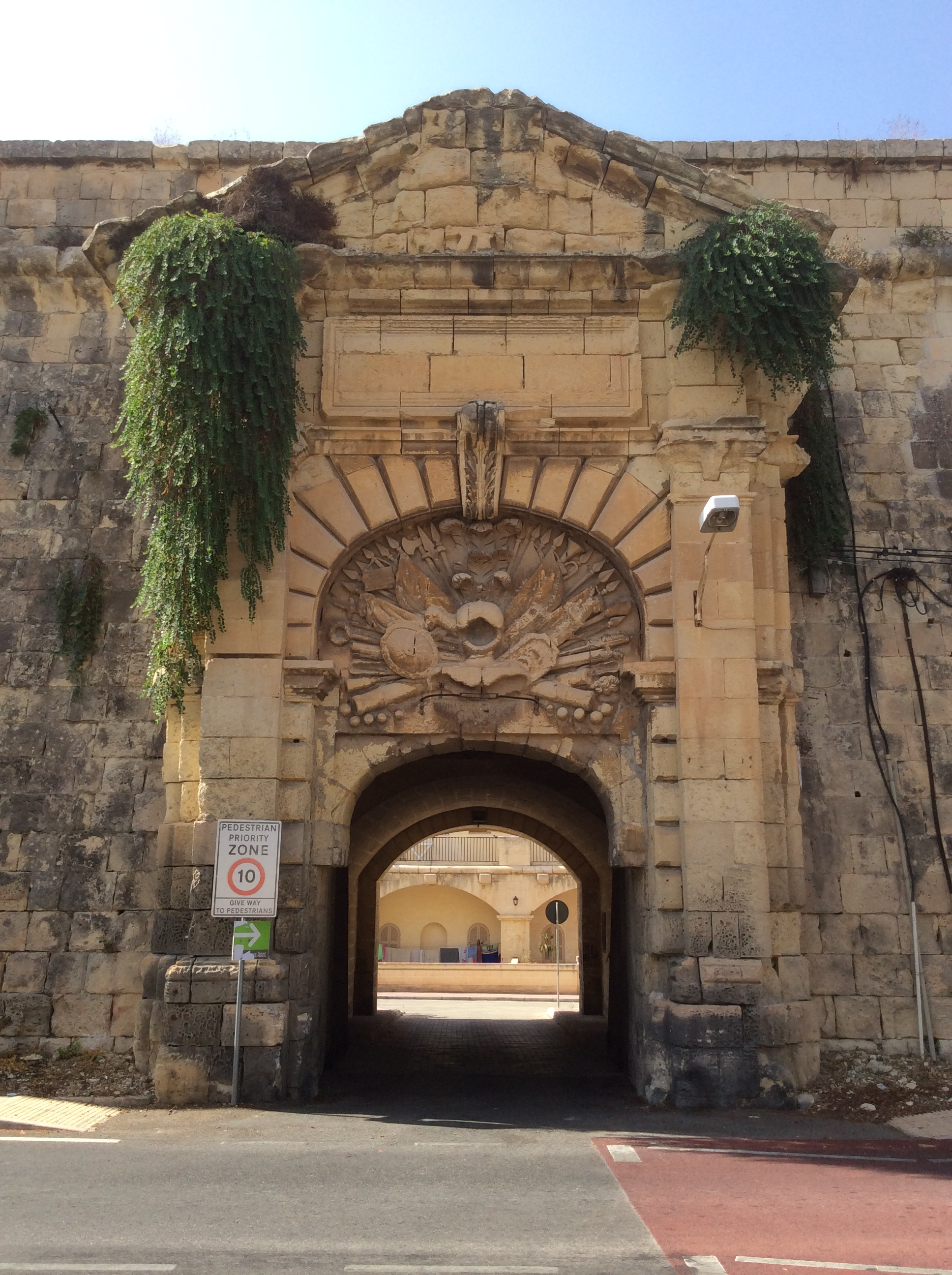
Porte Verdela (Verdela Gate)

La marine britannique utilisa abondamment ces docks, particulièrement au cours de la Guerre de Crimée, la Première Guerre mondiale et au cours des années précédant la Seconde Guerre mondiale. Étant donné son rôle stratégique des docks, Bormla a été durement touchée lors de la Seconde Guerre mondiale. Pendant la guerre, beaucoup d'habitants de la ville ont choisi de s'installer à l'intérieur du pays, et la disponibilité de maisons à coût dérisoire a attiré les travailleurs des docks extérieur à la ville faisant de Bormla une des villes maltaises avec le plus haut taux d'illettrisme de Malte[réf. nécessaire]. Quand Malte acquis son indépendance, les docks passent entre les mains du gouvernement maltais, qui, avec l'entrée dans l'Union européenne, sont maintenant en voie de privatisation.

## Géographie
|               | Grand Harbour | Senglea    |
| Paola (Malte) | Bormla        | Birgu      |
|               | Fgura         | Ħaż-Żabbar |

## Patrimoine et culture
- les fortifications de la ligne de fortifications de Cottoner sont un exemple remarquable de l'art militaire du XVIIe siècle.
- Plusieurs chapelles sont d'intérêt, notamment la chapelle des sœurs franciscaines, la chapelle des Ursulines.
- Le monastère Sainte-Marguerite, construit au XVIIIe siècle.

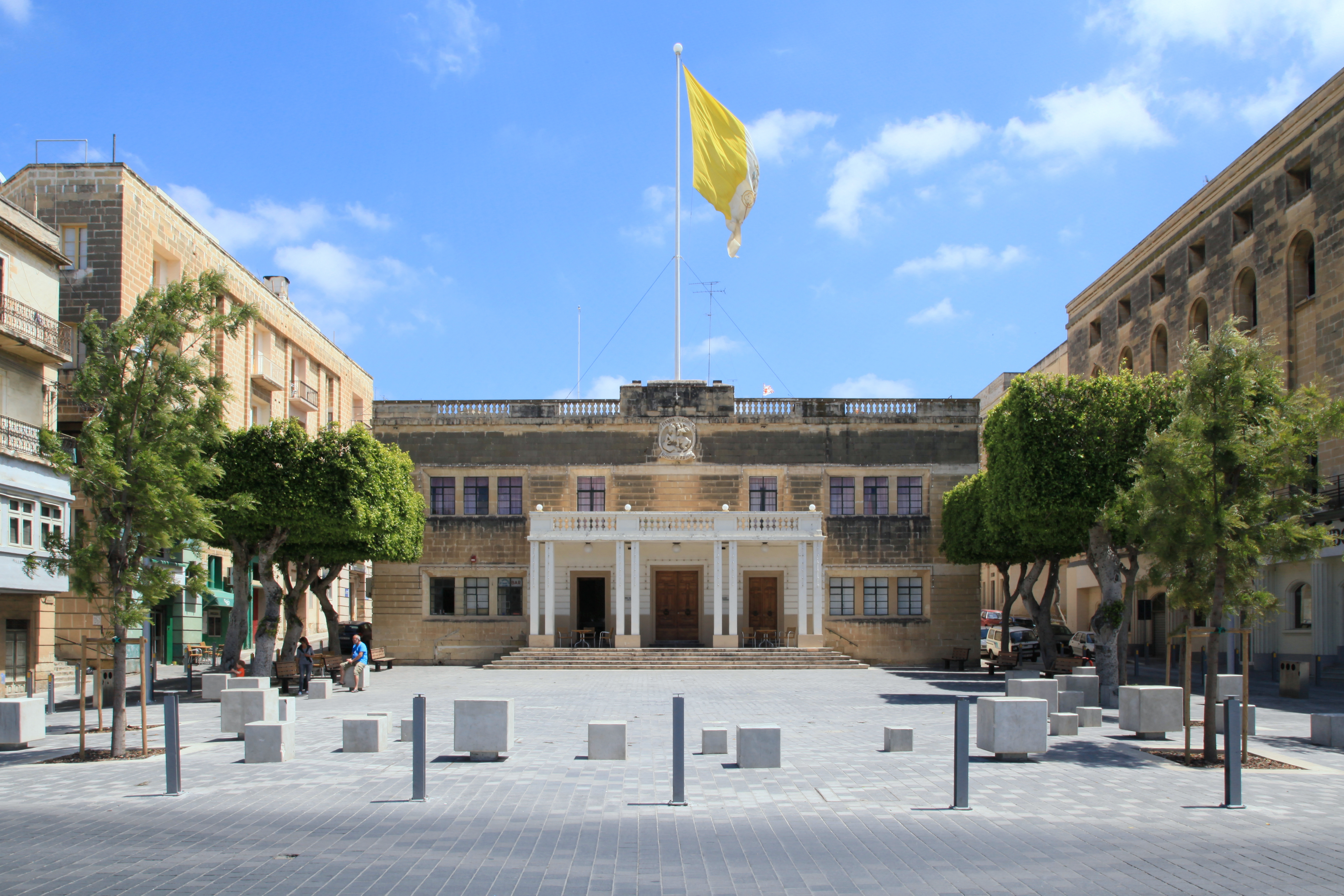
Kazin tal-Banda San Ġorġ
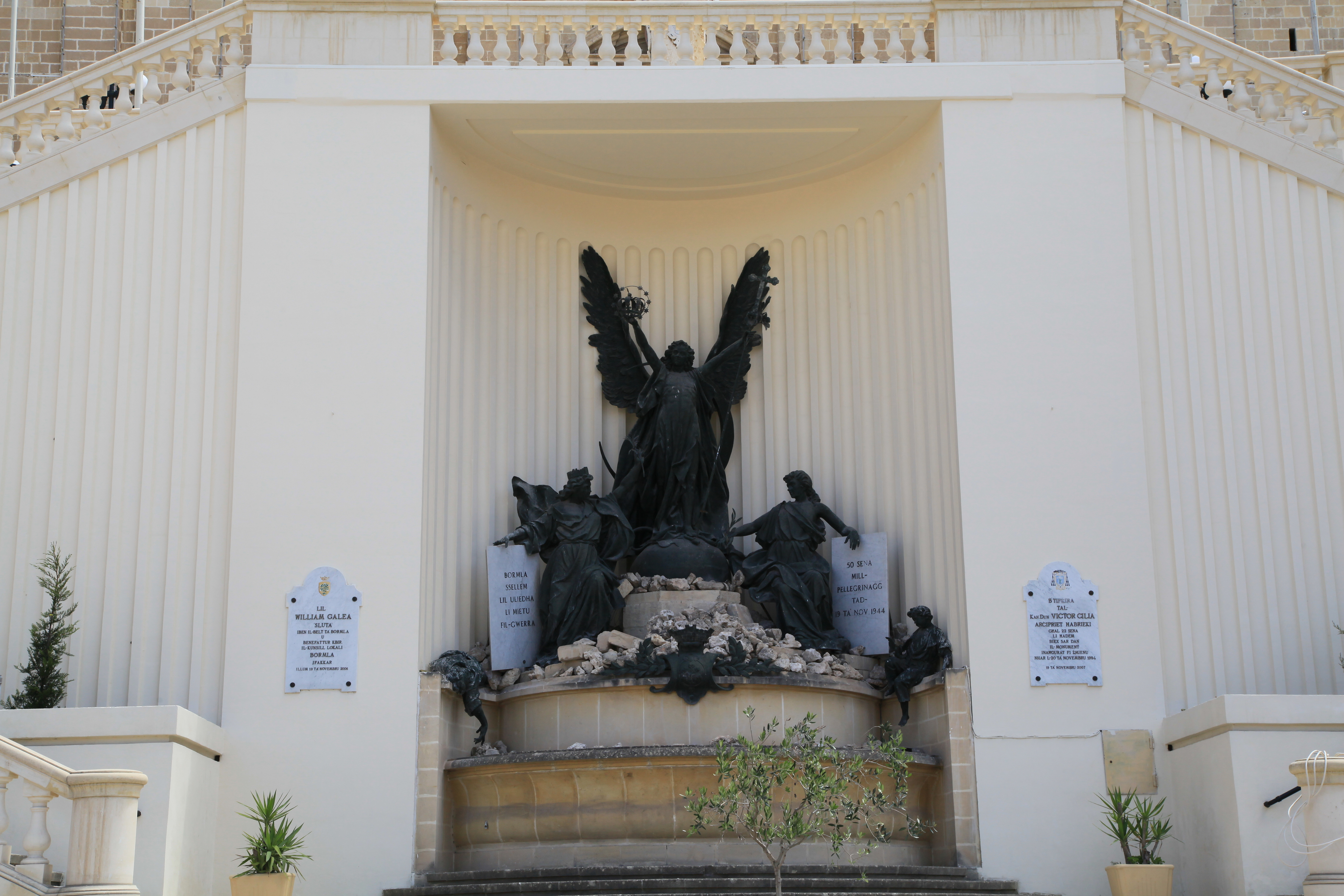
Monument de la Seconde Guerre Mondiale
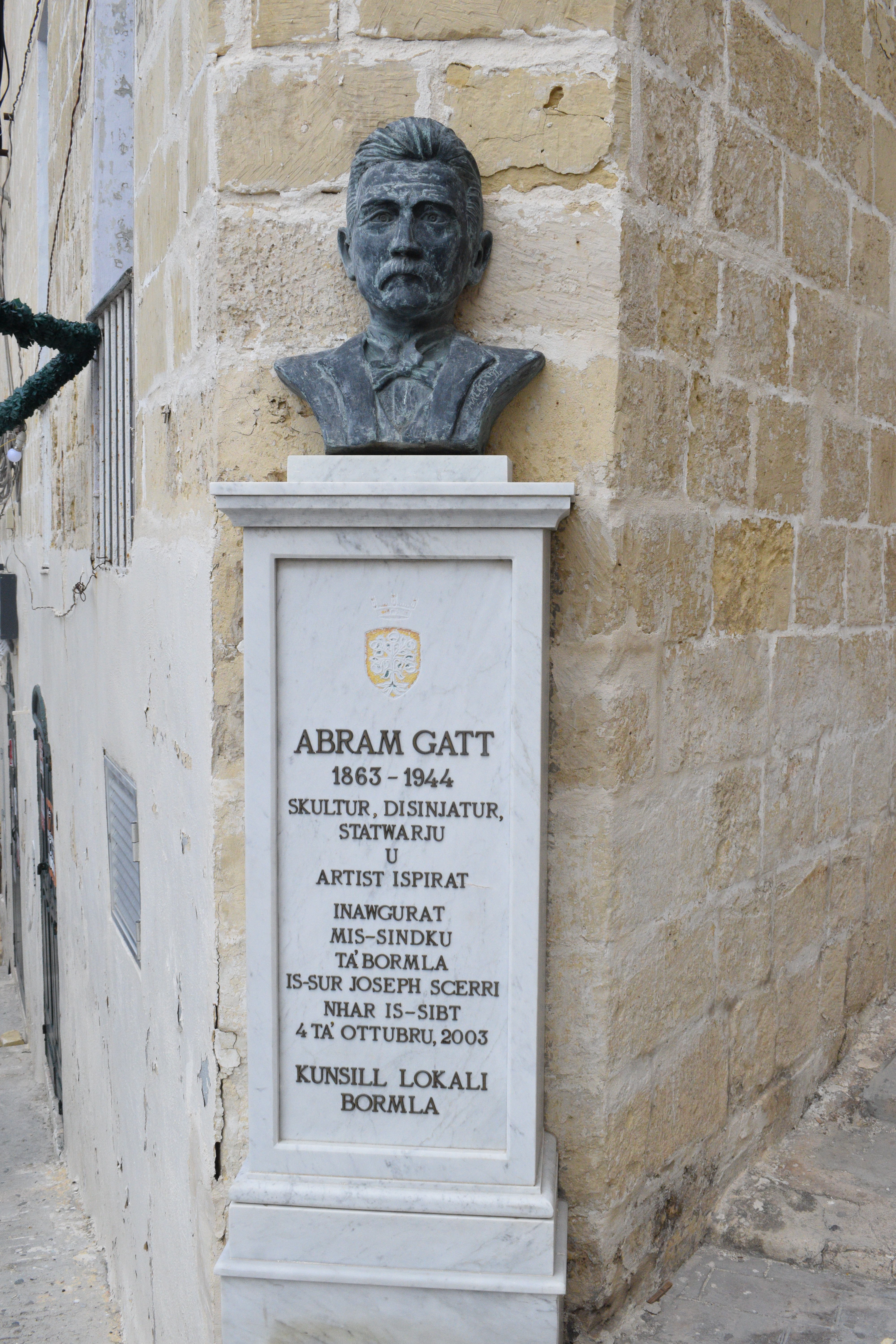
Statue de Abram Gatt
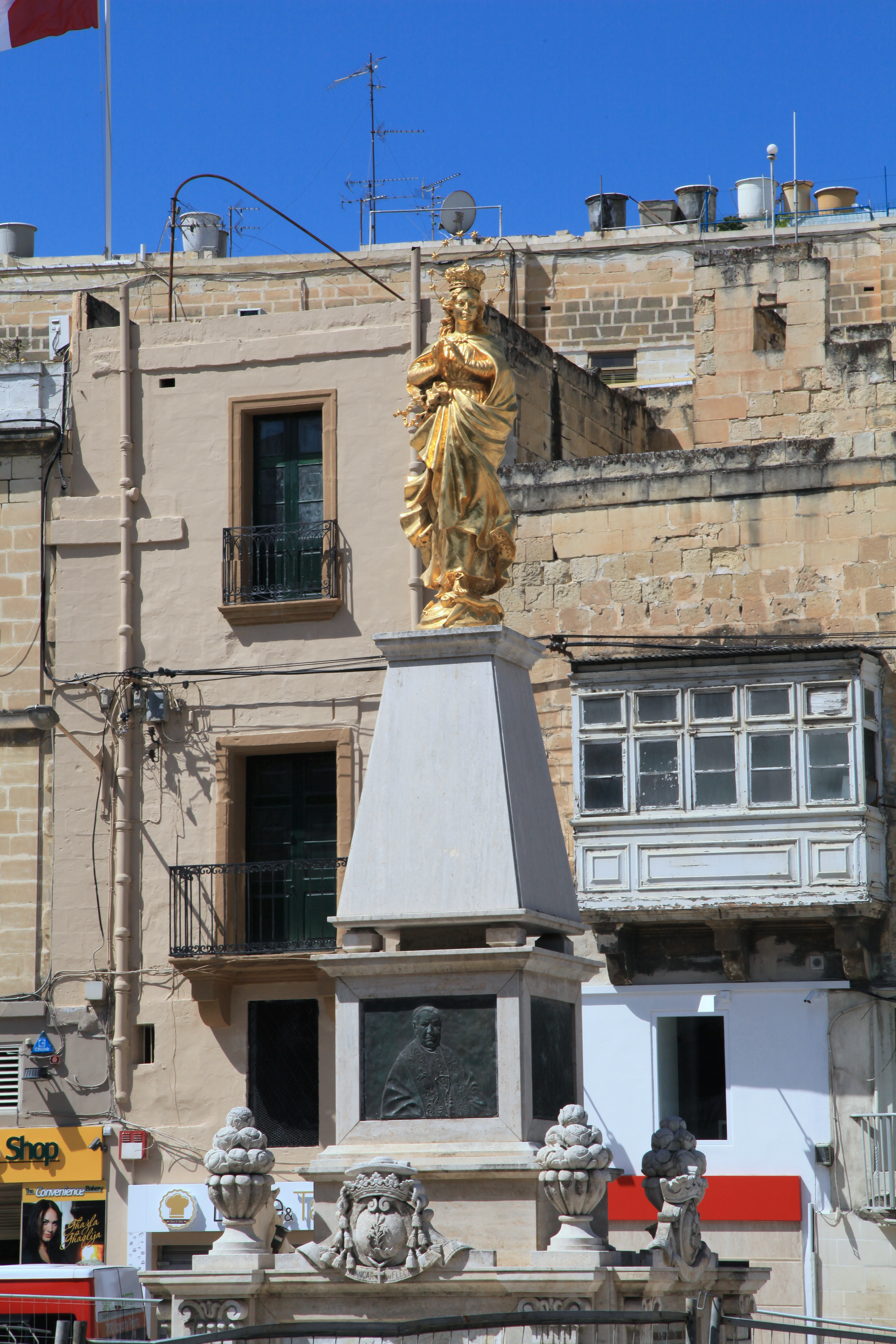
Statue de la vierge Marie

### Personnes notables
Bormla est la ville du docteur Carmelo Mifsud Bonnici, un avocat et membre du Parti nationaliste. Son fils, le docteur Ugo Mifsud Bonnici a été président de Malte après avoir été ministre. Son fils, Carmelo, est secrétaire au Parlement, chargé de la Justice et des Affaires Intérieures.
Bormla est également le lieu de naissance de Dom Mintoff, ancien premier ministre et chef du parti travailiste maltais, ainsi que du linguiste Erin Serracino Inglott.

### Sport
Bormla peut aussi se targuer d'avoir le plus vieux club de football de Malte, le St. George's Football Club, qui fut fondé en 1890. Malgré son âge vénérable, le club n'a remporté le championnat maltais qu'une seule fois en 1917.

## Sources
- (mt) Alfie Guillaumier, Bliet u Rħula Maltin (Villes et villages maltais), Klabb Kotba Maltin, Malte, 2005.
- (en) Juliet Rix, Malta and Gozo, Brad Travel Guide, Angleterre, 2013.
- Alain Blondy, Malte, Guides Arthaud, coll. Grands voyages, Paris, 1997.